# Chrysogaster cemiteriorum
Chrysogaster cemiteriorum là một loài ruồi trong họ Ruồi giả ong (Syrphidae). Loài này được Linnaeus mô tả khoa học đầu tiên năm 1758. Chrysogaster cemiteriorum phân bố ở vùng Cổ Bắc giới (Đan Mạch)